# Conjectures de Langlands locales
En mathématiques, les conjectures de Langlands locales, énoncées par Robert Langlands en 1967 et 1970, forment une partie du programme de Langlands. Elles décrivent une correspondance entre les représentations complexes d'un groupe algébrique réductif G sur un corps local F et les représentations du groupe de Langlands de F dans le groupe dual de Langlands de G. Cette correspondance n'est pas une bijection en général. Ces conjectures constituent une vaste généralisation de la théorie des corps de classes locaux des groupes de Galois abéliens aux groupes Galois non abéliens.

## Conjectures de Langlands locales pour GL1
Les conjectures de Langlands locales pour GL1(K) découlent de (et sont essentiellement équivalentes à)  la théorie des corps de classes locaux. Plus précisément, l'application d'Artin fournit un isomorphisme du groupe GL1(K) = K* sur l'abélianisé du groupe de Weil. En particulier, les représentations lisses irréductibles de GL1(K) sont de dimension 1 car le groupe est abélien, elles peuvent donc être identifiées avec les morphismes du groupe de Weil vers GL1(C). C'est exactement la correspondance de Langlands souhaitée entre les morphismes du groupe de Weil vers GL1(C) et les représentations lisses irréductibles de GL1(K).

## Représentations du groupe de Weil
Les représentations du groupe de Weil ne correspondent pas tout à fait aux représentations lisses irréductibles des groupes linéaires généraux. Pour obtenir une bijection, il faut modifier légèrement la notion de représentation du groupe de Weil et passer à la notion de représentation de Weil-Deligne. C'est la donnée d'une représentation du groupe de Weil sur un espace vectoriel V et d'un endomorphisme nilpotent N de V tel que wNw−1 = ||w||N, ou, de manière équivalente, une représentation du groupe Weil-Deligne. On impose de plus que la représentation du groupe de Weil ait un noyau ouvert et soit semi-simple (au sens de Frobenius).
Pour toute représentation de Weil-Deligne ρ complexe, semi-simple au sens de Frobenius et de dimension n du groupe de Weil de F, il existe une fonction L notée L(s,ρ) et un facteur ε-local ε(s,ρ,ψ) (qui dépend d'un caractère ψ de F).

## Représentations de GLn(F)
Les représentations de GLn(F) apparaissant dans la correspondance de Langlands locale sont des représentations complexes irréductibles lisses :
- « lisse » signifie que le stabilisateur de tout vecteur est un sous-groupe ouvert ;
- « irréductible » signifie que la représentation est de dimension non nulle et n'a pas de sous-représentation autre que 0 et elle-même.

Les représentations complexes irréductibles lisses sont automatiquement admissibles.
La classification de Bernstein-Zelevinsky réduit la classification des représentations lisses irréductibles aux représentations cuspidales.
Pour toute représentation complexe admissible irréductible π il existe une fonction L notée L(s,π) et un ε-facteur local ε(s,π,ψ) (qui dépend d'un caractère ψ de F). Plus généralement, pour deux représentations irréductibles admissibles π et π' de groupes linéaires généraux, il existe des fonctions L de convolution de Rankin-Selberg locales L(s,π×π') et des ε-facteurs ε(s,π×π',ψ).
L'article (Bushnell et Kutzko 1993) décrit les représentations admissibles des groupes linéaires généraux sur les corps locaux.

## Conjectures de Langlands locales pour GL2
La conjecture de Langlands locale pour GL2 d'un corps local dit qu'il existe une bijection (unique) π entre les représentations de Weil-Deligne semi-simples de dimension 2 du groupe de Weil et les représentations lisses irréductibles de GL2(F) qui préserve les fonctions L, les facteurs ε, et commute avec la torsion par les caractères de F*.
(Jacquet et Langlands 1970) ont vérifié les conjectures de Langlands locales pour GL2 dans le cas où le corps résiduel n'est pas de caractéristique 2. Dans ce cas les représentations du groupe de Weil sont toutes de type cyclique ou diédral. Or (Gelfand et Graev 1962) avaient classé les représentations lisses irréductibles de GL2(F) lorsque la caractéristique résiduelle de F est impaire (voir aussi (Gelfand, Graev et Pyatetskii-Shapiro 1969, chapitre 2)) ; ils avaient affirmé de façon erronée que la classification pour un corps résiduel de caractéristique paire ne différait pas de façon significative du cas qu'ils avaient traité. (Weil 1974) a signalé que quand le corps résiduel est de caractéristique 2, il apparaît des représentations de dimension 2 exceptionnelle du groupe de Weil dont l'image dans PGL2(C) est de type tétraédral ou octaédral. (Pour les conjectures de Langlands globales, les représentations de dimension 2 peuvent même être de type icosaédral mais cela ne peut pas se produire dans le cas local puisque les groupes de Galois sont résolubles.) (Tunnell 1978) a démontré les conjectures de Langlands locales pour GL2(K) sur les nombres dyadiques et les corps locaux contenant une racine cubique de l'unité. (Kutzko et 1980 1980a) a démontré les conjectures de Langlands locales pour le groupe GL2(K) sur n'importe quel corps local.
(Cartier 1980) et (Bushnell et Henniart 2006) proposent un exposé de la démonstration.

## Conjectures de Langlands locales pour GLn
Les conjectures locales de Langlands pour les groupes linéaires généraux stipulent qu'il existe des bijections uniques π ↔ ρπ entre les classes d'équivalence de représentations admissibles irréductibles π de GLn(F) et les classes d'équivalence de représentations de Weil-Deligne continues complexes semi-simples au sens de Frobenius de dimension n ρπ du groupe de Weil de F, qui préservent les fonctions L et les facteurs ε des paires de représentations, et coïncident avec l'applicaiton d'Artin pour les représentations de dimension 1. Autrement dit,
- L(s,ρπ⊗ρπ') = L(s,π×π') ;
- ε(s,ρπ⊗ρπ',ψ) = ε(s,π×π',ψ).

(Laumon, Rapoport et Stuhler 1993) ont démontré les conjectures de Langlands locales pour le groupe linéaire GLn(K) sur un corps local de caractéristique finie. (Carayol 1992) présente ce travail.
(Harris et Taylor 2001) démontrent les conjectures de Langlands locales pour le groupe linéaire GLn(K) sur un corps local K de caractéristique 0. (Henniart 2000) en donne une autre preuve. (Carayol 2000) et (Wedhorn 2008) présentent ces travaux.

## Conjectures de Langlands locales pour d'autres groupes
(Borel 1979) et (Vogan 1993) étudient les conjectures de Langlands pour des groupes plus généraux. Les conjectures de Langlands pour les groupes réductifs G arbitraires sont plus difficiles à énoncer que pour les groupes linéaires GL puisqu'elles font intervenir le groupe dual de Langlands et la meilleure façon de les énoncer n'est même pas claire. En gros, les représentations admissibles d'un groupe réductif sont groupées en parties finies appelées L-paquets, qui devraient correspondre à certaines classes de morphismes appelées L-paramètres du groupe de Langlands local vers le groupe dual de Langlands de G. Certaines versions antérieures utilisaient le groupe de Weil-Deligne ou le groupe de Weil à la place du groupe de Langlands local, ce qui conduisait à une forme un peu plus faible de la conjecture. 
(Langlands 1989) démontre les conjectures éponyme Langlands conjectures pour les groupes sur les corps archimédiens R et C en donnant la classification de Langlands de leurs représentations admissible irréductibles (à équivalence infinitésimale près) ou, de façon équivalente, de leurs {\displaystyle ({\mathfrak {g}},K)}-modules irréductibles.
(Gan et Takeda 2011) ont démontré les conjectures de Langlands locales pour le groupe symplectique GSp(4) et les ont utilisées dans (Gan et Takeda 2010) pour les déduires pour le « vrai » groupe symplectique Sp(4).